# Okres Puck

Administrativní dělení okresu (gminy)

Okres Puck (polsky Powiat pucki, kašubsky Pùcczi kréz) je okres v polském Pomořském vojvodství. Rozlohu má 572 km² a v roce 2023 zde žilo 91 216 obyvatel. Sídlem správy okresu je město Puck. 
Jedná se o nejsevernější polský okres, v blízkosti vesnice Jastrzębia Góra se nachází nejsevernější bod Polska. V okrese rovněž celým svým územím leží Helská kosa.

## Gminy
Městské:
- Hel
- Puck

Městsko-vesnické:
- Jastarnia
- Władysławowo

Vesnické:
- Kosakowo
- Krokowa
- Puck

## Města
- Hel
- Jastarnia
- Puck
- Władysławowo

## Sousední okresy
| Růžice kompasu |           |               |  | Růžice kompasu |
| Růžice kompasu | Wejherowo | Sever         |  | Růžice kompasu |
| Růžice kompasu | Wejherowo | Okres Puck    |  | Růžice kompasu |
| Růžice kompasu | Wejherowo | Jih           |  | Růžice kompasu |
| Růžice kompasu | Wejherowo | Gdyně (město) |  | Růžice kompasu |